# Contea di Taean
La contea di Taean (Taean-gun; 태안군; 泰安郡) è una delle suddivisioni della provincia sudcoreana del Sud Chungcheong.